# Anteojito (revista)
Anteojito fue una revista infantil argentina para niños en edad escolar, creada por Manuel García Ferré. 
El primer número fue publicado el 8 de octubre de 1964 y fue, junto a Billiken, la revista de consulta enciclopédica de todo niño argentino durante décadas.

## Historia
Anteojito ha sido un clásico para los niños argentinos durante varias generaciones. En sus momentos de esplendor alcanzó tiradas de cientos de miles de ejemplares. Por sus páginas desfilaron personajes como Anteojito, Pi-Pío, Trapito, Hijitus, Larguirucho, Profesor Neurus, Pucho, Calculín, Sónoman, Pelopincho y Cachirula, o Antifaz, el tío de Anteojito, quien también tuvo su propia revista. La revista también incluyó personajes de países internacionales como la Familia Telerín o Lucky Luke.
Los temas escolares eran el contenido de la revista, y entre sus páginas siempre estuvieron presentes una serie de personajes que se convertirían en referentes de la historieta y el cine de animación local.
Por sus páginas desfilaron grandes ilustradores como Roberto Bernabó, José Luis Salinas, Juan Arancio, Carlos Roume y Oswal, Jorge de los Ríos, Hugo Casaglia, Myriam Méndez, Nello Pallmiolli, Fabián de los Ríos, Roberto Barrios Angelelli, entre otros, y diversos guionistas y escritores.
Debido a la crisis económica de la Argentina en el año 2001, la revista dejó de publicarse luego de 37 años de permanecer en los kioscos del país y países limítrofes. Tuvo en total 1925 números publicados y su última edición fue el 28 de diciembre de 2001.